# Gesnes-le-Gandelin
Gesnes-le-Gandelin is een gemeente in het Franse departement Sarthe (regio Pays de la Loire). De plaats maakt deel uit van het arrondissement Mamers. Gesnes-le-Gandelin telde op 1 januari 2022 889 inwoners.

## Geografie
De oppervlakte van Gesnes-le-Gandelin bedroeg op 1 januari 2022 12,88 vierkante kilometer; de bevolkingsdichtheid was toen 69 inwoners per km².

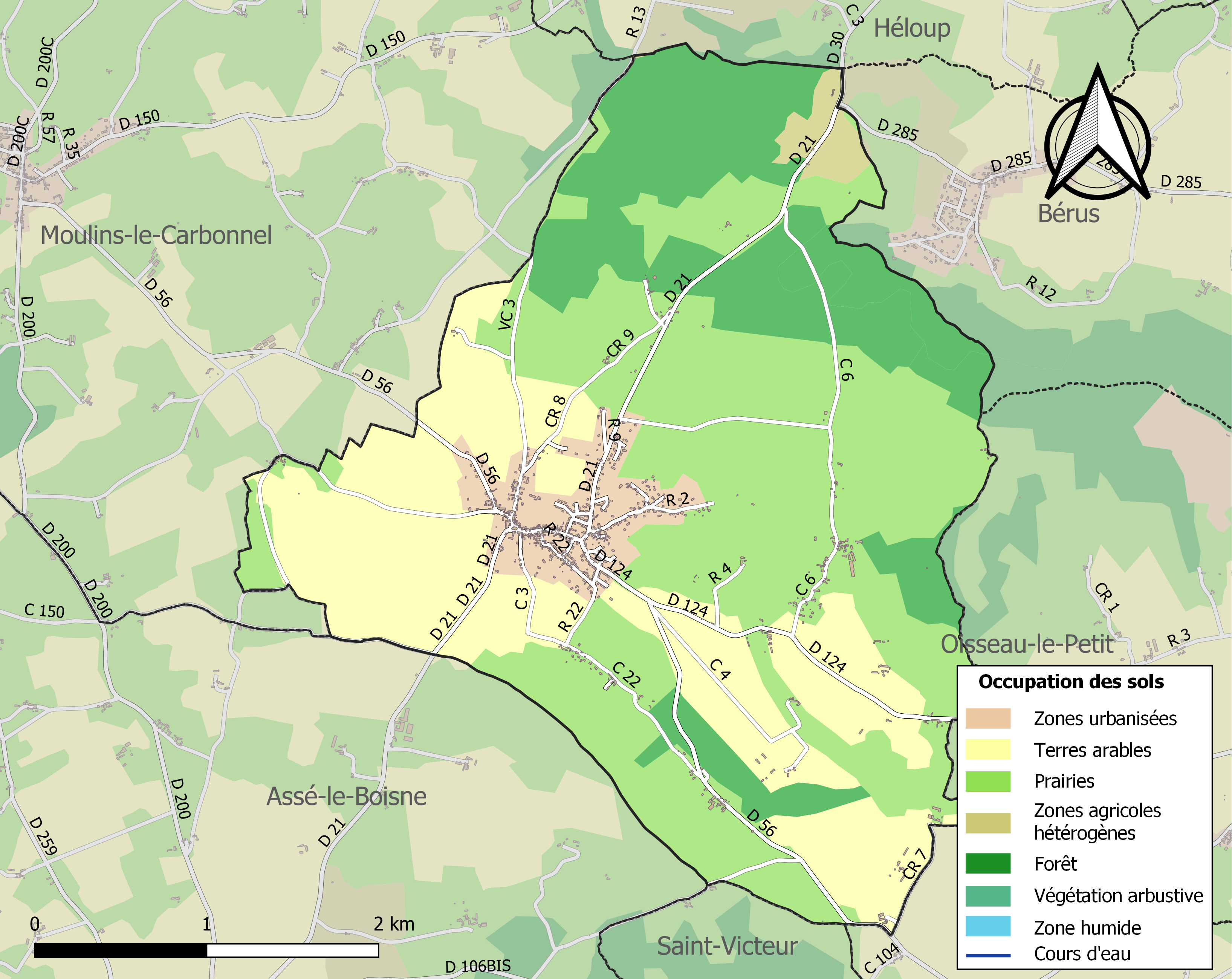
Kaart van de gemeente met de belangrijkste infrastructuur, bodemgebruik en omliggende gemeenten

## Demografie
Onderstaande figuur toont het verloop van het inwonertal (bron: INSEE-tellingen).